# Bergspotlijster
De bergspotlijster (Oreoscoptes montanus) is een vogelsoort uit de familie mimidae.

## Verspreiding en leefgebied
Deze soort komt voor van het zuiden van Canada tot Arizona en New Mexico in de Verenigde Staten.